# Thongsri Thamakord
Thongsri Thamakord, née le 19 novembre 1965, est une joueuse de pétanque thaïlandaise. 

## Biographie
Elle a remporté de très nombreux titres mondiaux à la pétanque (Championnat du Monde et Jeux mondiaux) et est considéré comme la meilleure joueuse au monde en nombre de titres,,.

## Palmarès

### Séniors

#### Championnat du Monde
Championne du Monde
- Triplette 1988 (avec Meesab Pairat et Somjitprasert Varaporn[5]) :  Équipe de Thaïlande 2
- Triplette 1990 (avec Meesab Pairat et Somjitprasert Varaporn) :  Équipe de Thaïlande 2
- Triplette 2004 (avec Noknoi Youngcham, Phantipha Wongchuvej et Boonyoum Kamsawaung) :  Équipe de Thaïlande
- Tir de précision 2004 :  Équipe de Thaïlande
- Triplette 2006 (avec Noknoi Youngcham, Phantipha Wongchuvej et Boonyoum Kamsawaung) :  Équipe de Thaïlande
- Triplette 2009 (avec Phantipha Wongchuvej, Suphannee Wongsut et Sasithon Jaichun) :  Équipe de Thaïlande
- Triplette 2013 (avec Phantipha Wongchuvej, Aumpawan Suwannaphruk et Nantawan Fueangsanit) :  Équipe de Thaïlande
- Triplette 2019 (avec Phantipha Wongchuvej, Aumpawan Suwannaphruk et Nantawan Fueangsanit) :  Équipe de Thaïlande
- Triplette 2021 (avec Phantipha Wongchuvej, Aumpawan Suwannaphruk et Nantawan Fueangsanit) :  Équipe de Thaïlande

Finaliste
- Triplette 1992 (avec Meesab Pairat et Somjitprasert Varaporn) :  Équipe de Thaïlande
- Triplette 2002 (avec Noknoi Youngcham, Mammad Waraporn et Yanin Lertwisetkaew) :  Équipe de Thaïlande
- Tir de précision 2006 :  Équipe de Thaïlande
- Triplette 2011 (avec Phantipha Wongchuvej, Suphannee Wongsut et Sasithon Jaichun) :  Équipe de Thaïlande
- Triplette 2015 (avec Phantipha Wongchuvej, Aumpawan Suwannaphruk et Nantawan Fueangsanit) :  Équipe de Thaïlande
- Tir de précision 2021 :  Équipe de Thaïlande

Troisième
- Triplette 2008 (avec Noknoi Youngcham, Phantipha Wongchuvej et Boonyoum KamsAwaung) :  Équipe de Thaïlande 2

#### Jeux mondiaux
Finaliste
- Triplette 2005 (avec Noknoi Youngcham et Phantipha Wongchuvej) :  Équipe de Thaïlande
- Doublette 2013 (avec Phantipha Wongchuvej) :  Équipe de Thaïlande

#### Jeux d'Asie du Sud-Est
Vainqueur
- Triplette 2007
- Doublette 2011
- Doublette 2013
- Triplette 2015
- Doublette 2015

#### Millau

##### Mondial à pétanque de Millau (2003-2015)
Vainqueur
- Triplette 2014 (avec Phantipha Wongchuvej et Nantawan Fueangsanit)